# Nicholas Monsarrat
 (décembre 2015).
Si vous disposez d'ouvrages ou d'articles de référence ou si vous connaissez des sites web de qualité traitant du thème abordé ici, merci de compléter l'article en donnant les références utiles à sa vérifiabilité et en les liant à la section « Notes et références ».
Pour les articles homonymes, voir Monsarrat.
Œuvres principales
- La Mer cruelle

Nicholas Monsarrat, né le 22 mars 1910 à Liverpool et mort le 8 août 1979  à Londres,  est un journaliste, romancier et diplomate britannique, connu avant tout pour ses romans à thèmes maritimes.
La Mer cruelle, son ouvrage le plus connu, est paru en 1951 et a été traduit en plusieurs langues, dont le français. Ce roman a été adapté au cinéma en 1953.

## Années de Jeunesse
Né en 1910, passé par Trinity College à Cambridge, il abandonna ses études de droit pour se consacrer au journalisme, et à l'écriture, il fut d'abord journaliste indépendant (freelance), produisant quatre romans et une pièce de théâtre dans les années de l'immédiat avant guerre (1934-1939). Il écrivit plusieurs articles sur la mutinerie d'Invergordon (grève  de marins de la Royal Navy mis en demi-solde en 1931 dans le contexte de la dépression économique et du Krach de Wall Street), qui furent pour lui un évènement marquant pour la formation de sa conscience politique.

## Sous les drapeaux
Bien que pacifiste, servant dans un corps d'ambulanciers, Monsarrat demande en 1939 à s'engager dans la RNVR (volontaires et réservistes de la Royal Navy).
Amoureux de la voile et plaisancier aguerri, il deviendra un officier de marine efficace, servant avec distinction et honneurs à bord de corvettes anti sous-marins type Flower.
Il se vit même confier le commandement d'une frégate ASM (Anti Sous-Marins) de la classe River, et son expérience du temps de guerre lui fournit matière à ses premiers romans.
Il a prétendu avoir observé le Hollandais Volant sur l'Océan Pacifique, dans les mêmes parages où le légendaire navire fantôme était apparu en 1881 au futur roi George V.

### Grades successifs (Marine Royale britannique)
Juillet 1940 : Sous-lieutenant, octobre 1940 : Lieutenant, décembre 1943 Lieutenant-Commander.

### Embarquements
Août 1940 - décembre 1941 Corvette Flower HMS Campanula, février 1942 - février 1943 Corvette HMS Guillemot, Mars - Octobre 1943 HMS Shearwater (corvettes de la classe Kingfisher).
de décembre 1943 à décembre 1944, il commande successivement deux frégates de la classe river les HMS Ettrick et HMS Perim avant d'être versé dans les services de renseignement navals.
Citation à l'ordre du jour de la Royal Navy en juin 1943.

## Carrière ultérieure: diplomate et romancier
Démobilisé en 1946, il entra dans la carrière diplomatique, (postes en Afrique du Sud, à Johannesbourg, puis à Ottawa au Canada) tout en continuant d'écrire.
Devenu écrivain à plein temps à partir de 1954, il s'établit successivement à Guernesey, puis à Gozo dans l'archipel de Malte.

## Œuvre littéraire
Ses œuvres de jeunesse (éditions épuisées), comme The Visitor  et This is the Schoolroom, sont représentatives de sa sensibilité de gauche et traitent de problématiques à caractère social.
Son expérience d'officier de marine en temps de guerre lui inspirera le livre Three Corvettes, et surtout La Mer cruelle (The Cruel Sea), dont a été tiré un film célèbre portant le même titre. C'est un classique de la littérature maritime, un récit chronologique sans pathos mais poignant de six années de guerre et d'atrocités au cours de la bataille de l'Atlantique.
Comme le dit l'auteur dans son introduction, c'est l'histoire de deux navires et d'environ cent cinquante hommes… avec un traître : la mer elle-même. Le personnage de Keith Laing Lockhart est un double littéraire très évident de l'auteur.
Par la suite, sa carrière diplomatique lui inspire The tribe that lost it's head et Richer than all his tribe (1956 et 1968 respectivement), sur le colonialisme britannique en Afrique.
Son roman de 1952, L'histoire d'Esther Costello, également adapté à l'écran, suscite une vive polémique, car c'est une mordante satire d'Helen Keller et surtout de l'organisation caritative qui exploite sa personne et son image, notamment à travers le phénomène alors nouveau du télévangélisme.
Son dernier roman, The Master Mariner est terminé par son épouse Anne, et publié en 1978. Il est basé sur le mythe du ''Juif errant'', adapté au monde maritime.
Nicholas Monsarrat meurt en 1979 et ses cendres sont dispersées en mer avec le concours de la Royal Navy.

## Publications
- Ce jour sans prix, traduction Benoit de Fonscolombe, Éditions Vent du Large, coll. « Les Grands Écrivains de langue anglaise », 1947
- La mer cruelle, (The Cruel Sea, 1951), traduction Hélène Claireau, Éditions Plon, 417 p., 1953; rééditions: Édition Club du Meilleur Livre, 1954; Éditions Librairie générale Française, coll. « Le Livre de Poche », no 302, 500 p., 1958; Éditions G. P., coll. « Super », illustrations Michel Jouin, 1963; Éditions Rombaldi, 412 p., 1972; Éditions Presses de la Cité, coll. « Presses Pocket », no 1731, 529 p., 1979; Éditions Edito-service, illustrations Serge Martinez, 527 p., 1981; Éditions Phébus, 512 p., 1999; Éditions Phébus, coll. « Libretto », 576 p., 2004
- Trois cœurs d'hommes, nouvelles, Éditions Plon, 1954
- Maître à bord, Éditions Amiot-Dumont, 222 p., 1955
- Esther Costello, (The Story  of Esther Costello, 1952) Éditions Plon, 305 p., 1956
- La tribu en folie, (The tribe that lost its head, 1956) Éditions Presses de la Cité, 444 p., 1957; réédition: Éditions Presses de la Cité, coll. « Presses Pocket », no 153-154, 1964
- Castel Garac, Éditions Presses de la Cité, 1957
- Pirates en dentelle, (The Nylon Pirates, 1960), Éditions Presses de la Cité, 312 p., 1961; réédition: Éditions Presses de la Cité, coll. « Presses Pocket », no 251-252, 1965
- Le rajah blanc, (The White Rajah), Éditions Presses de la Cité, 313 p., 1962; réédition: Éditions Presses de la Cité, coll. « Presses Pocket », no 186-187, 373 p., 1964
- Sortie de carrière, traduction Paule et Raymond Olcina, Éditions Presses de la Cité, 284 p., 1963
- Le bateau qui mourait de honte, (The ship that died of shame) Éditions Presses de la Cité, 1964; réédition: Éditions Presses de la Cité, coll. « Presses Pocket », no 1021, 314 p., 1973
- Duel en deux heures, Éditions Presses de la Cité, 220 p., 1965
- Bataille sur l'oreiller, Éditions Presses de la Cité, 350 p., 1965; réédition: Éditions Presses de la Cité, coll. « Presses Pocket », 1968
- Quelque chose à cacher, traduction Liliane Princet, Éditions La Guilde du Livre, 182 p., 1967
- Don Salvatore, chapelain de Malte, Éditions Presses de la Cité, 422 p., 1974
- Marin pour l'éternité, (The Master mariner) tome Ier: Le coureur des mers, (Running Proud), Éditions Plon, 1979; réédition: Éditions France Loisirs, 1980
- Marin pour l'éternité, (The Master mariner) tome II: Sombre navire, Éditions Plon, 1981